# Szirtes Ági
Szirtes Ági (Budapest, 1955. szeptember 21. –) Kossuth- és Jászai Mari-díjas magyar színésznő, érdemes művész, a Halhatatlanok Társulatának örökös tagja. Alapító tagja a Budapesti Katona József Színháznak, ahol a teátrum történetének első-három évtizedében a legtöbb bemutató (58) részese volt.
Édesapja Szirtes Ádám Kossuth-díjas színművész.

## Életpályája
A Színház- és Filmművészeti Főiskolán végzett 1978-ban, majd a kecskeméti Katona József Színházhoz szerződött. 1979–1982 között a Nemzeti Színház tagja volt. 1982-ben lett a budapesti Katona József Színház tagja (alapító tag). Szereplője volt a színház első bemutatójának (Csehov: Manó) valamint a teátrum legnagyobb szériát elérő darabjainak is (Három nővér; Elnöknők; Portugál; Ivanov). Az utóbbi darabban  – a társulattal – négy földrész, huszonkét városában vendégszerepelt.
Édesapja Szirtes Ádám, Kossuth-díjas színművész. Keresztnevével, édesapja kedvenc partnernőjére, Mészáros Ágira emlékeztetett. Keresztapja Soós Imre, az ötvenes évek filmjeinek másik ikonja.
Férje Pálmai Zoltán volt, akitől elvált. Lánya, Pálmai Anna a családi tradíciók folytatója, édesanyjához hasonlóan a Budapesti Katona József Színház tagja.
Hosszú évek óta Nagykovácsi lakója.

### A családi tradíció dokumentumai
A Mesél a bécsi erdő című darabban – A karnevál utolsó éjszakája, a Trakhiszi nők és a Barbárok után – ismét együtt szerepel, anya és lánya: Szirtes Ági és Pálmai Anna. Az „első generáció”, Szirtes Ádám a Nemzeti Színház tagjaként számos alkalommal szerepelt a Petőfi Sándor utcában. Többek között A nők iskolája, A Nyugati világ bajnoka és a Kiáltás című darabok színlapjain találkozhatunk nevével.

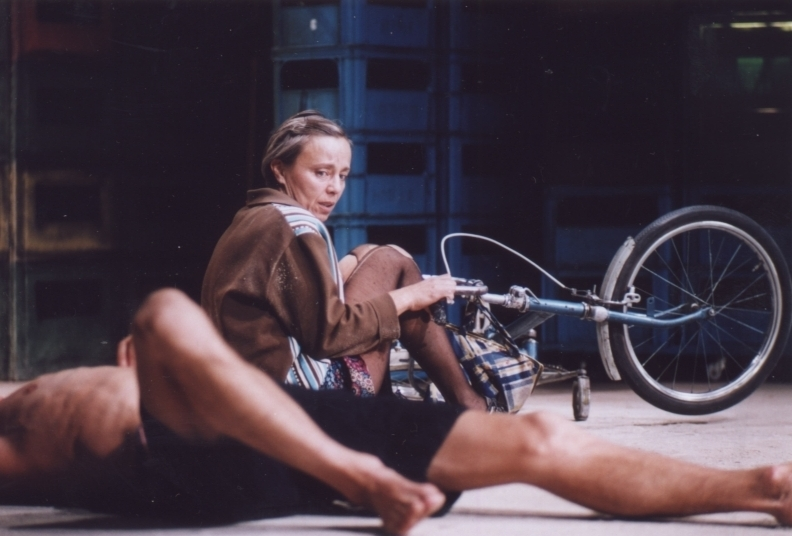
Jucika a Portugál című darabban
Szilágyi Lenke felvétele

## Színpadi szerepeiből
- Bródy: A medikus (Kőris Piros)
- Dosztojevszkij: A félkegyelmű (Aglaja)
- Shakespeare:
  - Pericles (Antiochus lánya)
  - Vízkereszt, vagy amit akartok (Mária)
  - Minden jó, ha vége jó (Özvegyasszony)
- Molière: Úrhatnám polgár (Luci)
- Füst Milán: Boldogtalanok (Víg Ilma)
- Zucco: A lányka (Lányka)
- Csehov:
  - A manó (Julia Sztepanovna)
  - A három nővér (Irina)
  - Platonov (Alekszandra Ivanovna)
  - Ivanov (Szepakina)
  - Sirály (Polina Andrejevna)
- Dumas: A három testőr (Bonacieuxné)
- Gozzi: A szarvaskirály (Clarice)
- Petrusevszkaja: Három lány kékben (Tatjana)
- Valle-Inclán: Lárifári hadnagy felszarvazása (Lorenta)
- Németh: Müller táncosai (Kass Edit)
- von Horváth: Hit, remény, szeretet (Irene Prantl)
- Gábor Andor: Mit ültök a kávéházban (feleség)
- Hauptmann: Henschel fuvaros (Hanne)
- Parti Nagy: Mauzóleum (Szevics Aranka)
- Garcia Lorca: Bernarda Alba háza (Angustias)
- Schwab: Elnöknők (Grete)
- Tasnádi: Közellenség (kanca)
- Papp András – Térey János: Kazamaták
- Hamvai: Hóhérok hava (Mme Roch)
- Bernhard: A színházcsináló (Brusconné)
- Schnitzler: Távoli vidék (Genia Hofreiter)
- Euripidész: Médiea (Dajka)
- Bodó: Attack (Anya)
- Egressy: Portugál (Asszony)
- Thomas Bernhard: Heldenplatz (Zittelné)
- Beckett: Szép napok (Winnie)
- Joël Pommerat: A két Korea újraegyesítése (Több szerep)
- Sarkadi Imre: Elveszett paradicsom (Vinczéné)
- Borbély Szilárd: Az Olaszliszkai (Bíró)
- Günter Grass-Mikó Csaba: Bádogdob
- Frances Ya-Chu-Cowhig: A tökéletes boldogság világa (Több szerep)
- Brecht: Kaukázusdi krétakör (Több szerep)

## Filmszerepei

### Játékfilmek
| - A szerelem határai (1974) - Holnap lesz fácán (1974) - Egy erkölcsös éjszaka (Cselédlány, 1977) - Nem élhetek muzsikaszó nélkül (Pólika, 1978) - Falfúró (Géza felesége, 1985) - Itt a szabadság! (1991) - Roncsfilm (Gizi, 1992) - Sose halunk meg (Irma, 1993) - Nyomkereső (1993) - A magzat (1993) - Az álommenedzser (1994) - Váratlan halál (1996) - Hippolyt (Julcsa, 1999) - Portugál (Asszony, 1999) - Nincsen nekem vágyam semmi (Anya, 2000) - Rosszfiúk (2000) | - Ének a csodaszarvasról (2002) - Telitalálat (Irén, 2003) - Magyar szépség (Zongoratanárnő, 2003) - Az ember, aki nappal aludt (Klári, 2003) - Szezon (Guli anyja, 2004) - Rózsadomb (Ilonka, 2004) - Márió, a varázsló (Izaura, 2008) - Tabló – Minden, ami egy nyomozás mögött van! (2008) - Az ajtó (2012) - A fekete bojtár (2015) - 1945 (2017) - Lajkó – Cigány az űrben (2018) - X – A rendszerből törölve (2018) - Zárójelentés (2020) - Mesterjátszma (2023) |

### Tévéfilmek
| - A koppányi aga testamentuma (Aisa, 1967) - A csillagszemű (Aníica, 1977) - Tengerre néző cellák (1978) - Faustus doktor boldogságos pokoljárása (1980) - Gulliver az óriások országában (Glumdalclitch, 1981) - Jegor Bulicsov és a többiek (Alekszandra, 1981) - Bábel tornya (Ninszán, 1981) - Kristálybirodalom (Vaszilissza, 1982) - A tenger 1-6. (Csaplár Ágnes, 1982) - A piac (Nyica, 1983) - Angyal szállt le Babilonba (Kurrubi, 1983) - Rafinált bűnösök (Litka kisasszony, 1985) - Bánk bán (Melinda, 1987) - Doven ajtaja (1989) | - Családi kör - Boldog karácsonyt (Julika) - Haláli történetek (1991) - Éretlenek 1-6. (Gréti, 1995) - A Szórád-ház (Teri, 1997) - A nyugalom (Weér Rebeka, 2006) - Régimódi történet (Klári, 2006) - 4×100 (Dzsudi néni, 2007) - A Hortobágy legendája (Eszter, András felesége, 2008) - Égi madár (2011) - Pillangó (Panka néni, 2012) - A galamb papné (2013) - Nem tűntem el – Richter Gedeon története (2014) - Alvilág (Anya, 2019) - Egyszer volt Budán Bödör Gáspár (Anyuka, 2020) |

### Szinkronszerepek
- Csengetett, Mylord? - Cissy Meldrum (színész: Catherine Rabett)
- Az Onedin család - Anne Onedin (színész: Anne Stallybrass)
- Maffiózók - Carmela Soprano (színész: Edie Falco)
- Jackie nővér - Jackie Peyton (színész: Edie Falco)
- Vészhelyzet - Dr. Anna Del Amico (színész: Maria Bello)

## Rádió
- Tersánszky Józsi Jenő: A vízbefúlt csizmája (1983)
- Walter Scott: A lammermoori nász (1985)
- Kazys Saja: Rozsdás víz (1986)
- Tar Sándor: Hétköznapi történet (1986)
- Bakos Ferenc: Harmat hull a peóniába (1988)
- Vámos Miklós: Publikum (1988)
- Ghelderode, de Michael: A Nagy Kaszás balladája (1989)
- Nagy Lajos: A fiatalúr megnősül (1989)
- Somlyó György: Cantata Tremenda (1990)
- Weöres Sándor: Szent György és a sárkány (1990)
- Darvasi László: Szív Ernőből karácsonyi ajándék lesz (1994)
- Rudyard Kipling: A pillangó, aki toppantott (1994)
- Móricz Zsigmond: Ház az erdőben (1995)
- Závada Pál: A hercegnő vére (1996)
- Kosztolányi Dezső: Lucifer a katedrán (1998)
- Gion Nándor: Ez a nap a miénk (2000)
- Vinnai András: Nagyon rossz a memóriám (2003)
- Szabó Róbert Csaba: A Pusztai-banda (2015)

## Könyve
- Szirtes Ádám: Életem-életünk (Budapest, 1997 ISBN 963-85696-9-7) Édesapja írásaiból.

## Díjai, elismerései
- Rajz János-díj (1980)
- Jászai Mari-díj (1988)
- Erzsébet-díj (1994)
- Színikritikusok Díja – legjobb női alakítás díja (1996, 1998])
- Színikritikusok Díja – legjobb női mellékszereplő (1999) (Portugál)
- Érdemes művész (1999)
- Smeraldina díj – a legjobb női epizódalakításért (2007)
- Vidor Fesztivál
  - Smeraldina-díj: (A legjobb női epizódalakítás 2007)
  - Smeraldina-díj: (A legjobb női epizódalakítás 2010)
- Kossuth-díj (2008)
- Budapest díszpolgára (2011)
- Vastaps-díj: A legjobb női mellékszereplő: A kaukázusi krétakör; A tökéletes boldogság világa (2017)
- Prima Primissima díj (2018)[9]
- Psota Irén-díj (2023)
- A Halhatatlanok Társulatának örökös tagja (2024)
- Páger Antal-színészdíj (2025)[10]